# Тајанствена жена
Тајанствена жена (шп. La mujer de Judas) венецуеланска је теленовела, продукцијске куће RCTV, снимана 2002.
У Србији је приказивана током 2002. и 2003. на телевизији Кошава и локалним телевизијама.

## Синопсис
Након што јој стриц уништи дискете са скоро готoвим дипломским радом, млада Глорија Леал принуђена је да напише нови. Прича о „Јудиној жени“, која је двадесет година раније оптужена за убиство свештеника, учинила јој се као прави избор. Алтаграсија дел Торо — у очима јавности окрутна, колико и мистериозна, након две деценије проведених иза решетака, коначно излази на слободу. Глорија одлучује да сними документарац о њој и са другарицама Петунијом и Микаелом путује у Карору, Алтаграсијино родно место, у које се она враћа да поврати очево богатство, којим сада управља згодни Салoмон Ваисман. Међутим, ствари ће постати замршеније него што је могла да претпостави.
Кад упозна Салoмона, безнадежно се заљубљује у њега, упркос томе што он већ има девојку, хировиту и амбициозну Ему. Са друге стране, сазнаће да њена мајка од почетка није била искрена према њој — испоставља се да је повезaнија са „Јудином женом“ него што је Глорија икад могла да замисли.
Након што је прочитан тестамент Алтаграсијиног оца, Хуана Висентеа дел Торо, многи њему блиски крећу у потрагу за новцем које је сакрио у подрумима своје винарије. И баш тада, недуго након читања тестамента и Алтаграсијиног изласка из затвора, Карору обавија вео смрти. Жена у крвавој венчаници немилосрдно убија људе, остављајући им пре смрти тридесет сребрних новчића, баш онолико за колико је Јуда издао Христа, као упозорење да ће постати њене жртве.
Глорија одлучује да открије ко је жена која се крије иза крвавог вела и зашто убија недужне људе. Да ли се то Алтаграсија свети? И шта се заиста десило у ноћи убиства свештеника?
Одлучена да разреши све мистерије, млада студенткиња на коцку ће ставити Саломонову љубав, али и свој живот, те животе људи које воли.

## Ликови
- Глорија (Шантал Бодо) — слободна и спонтана девојка која оставља без даха својом харизмом и енергијом. Кћерка је Хоакине Леал, од које је наследила борбени дух. Одлучује да сними документарац о „Јудиној жени“, несвесна да ће тако оживети заборављену прошлост и заљубити се у (заузетог) Саламона.
- Салoмон (Хуан Карлос Гарсија) — управља винаријом „Дел Торо“. Леп, згодан и поносан на своје пословне успехе. У вези је са Емом, према којој не осећа ништа, али мора да је ожени како би исплатио дуг њеном оцу. Ипак, када упозна Глорију, мења планове из корена — жели да остави Ему и помогне младој студенткињи да разреши мистерију „Јудине жене“.
- Алтаграсија дел Торо (Астрид Каролина Ерера) — лепа жена дубоког погледа, која је у младости оптужена за злочин који није починила. Након што изађе из затвора враћа се у родно село желећи да поврати очеву имовину. Међутим, када сазна да ју је отац оставио без ичега сматрајући је кривом за убиство свештеника, преузима радикалне кораке.
- Маркос (Луис Херардо Нуњез) — новинар који је у текстовима отворено нападао Алтаграсију, оптужујући је за смрт свештеника за кога се испоставља да му је био брат. Током каријере стекао је богатство и може да има сваку жену коју пожели, али ниједна не испуњава његова очекивања. Понос га спречава да призна да је погрешио у вези са Алтаграсијом, због чега не престаје да је прогања.
- Марина (Гледис Ибара) — Алтаграсијина полусестра, која је наследила део очеве имовине након његове смрти. Темпераментна је и директна, а доласком у Карору жели да промени свој живот. Тако се трансформише у помало несигурну жену, која страхује да би њена прошлост могла да буде откривена. Упушта се у забрањену везу са Ернестом, упркос томе што он има вереницу Лауру.
- Хуака (Хули Рестифо) — пожртвована и јака жена, која се целог живота трудила да изведе кћерку Глорију на прави пут. Иако понекад делује као свађалица, заправо је само неповерљива. Са друге стране, када човек успе да се увуче у њено срце, постаје сасвим другачија. Научила је да живи без мушкараца, вози камион и нема увек утврђен правац којим ће ићи.
- Лудовико (Хавијер Видал) — углађен и арогантан. Увек се такмичио са рођаком Алтаграсијом, желећи наследство њеног старог Хуана Висентеа. Иако се представља као успешан послован човек, заправо је медиокритет, који се кити туђим перјем. Ожењен је Ћаћитом са којом има два сина — Алирија кога обожава и Исмаела кога не подноси и удаљава га од себе, јер га сматра слабићем.
- Ћићита (Дора Масоне) — Лудoвикова супруга, Алириова и Исмаелова мајка. Имала је трауматично детињство — отац је никада није волео, нити је био уз њу, чак ни након мајчине смрти. Стриц који ју је одгајао силовао ју је и убио се јер она није желела да му узврати болесну љубав. Овај догађај пробудио је у њој двоструку личност — с једне стране је хладна и угледна жена, док је с друге стране племенита доброчинитељка која помаже сиромашној деци.
- Рикарда (Федра Лопез) — Лудовикова љубавница. Сензуална жена, која се увек труди да изгледа млађе него што јесте. Има кћерку којој стално пребацује што је превише конзервативна. Савршеним телом лако успева да излуди мушкарце, али кад проговори делује помало извештачено и пренемаже се.
- Лаура (Кијара) — јака и агресивна жена. Мајка ју је малтретирала и на крају се убила, док се отац, иначе најближи сарадник Хуана Висентеа дел Торо, трудио да јој надокнади тај губитак. Многи је се плаше јер сматрају да је права ђаволица. Воли свог вереника Ернеста, али њихова веза наћи ће се у озбиљној кризи када се он упусти у везу са Марином.

## Улоге
| Глумац:                | Улога:                   |
| ---------------------- | ------------------------ |
| Шантал Бодо            | Глорија Леал             |
| Хуан Карлос Гарсија    | Саломон Ваисман          |
| Астрид Каролина Ерера  | Алтаграсија дел Торо     |
| Луис Херардо Нуњез     | Маркос Рохас Паул        |
| Гледис Ибара           | Марина Батиста           |
| Хули Рестифо           | Хоакина Леал Хуака       |
| Хавијер Видал          | Лудовико Агуеро дел Торо |
| Дора Масоне            | Ћићита Агуеро дел Торо   |
| Федра Лопез            | Рикарда Араухо           |
| Кијара                 | Лаура Брисењо            |
| Алби де Абреу          | Алирио Агуеро дел Торо   |
| Роберто Мол            | Буенавентура Брисењо     |
| Карл Хофман            | Ернесто Синклаир         |
| Амбар Дијаз            | Петунија Лопез Радил     |
| Начо Ует               | Исмаел Агуеро дел Торо   |
| Естефанија Лопез       | Корделија Араухо Рамирез |
| Алехандро Отеро        | Панћо Кањеро             |
| Родолфо Ренвик         | Симон Рохас Паул         |
| Мирела Мендоза         | Ема Бранд                |
| Хуан Карлос Таразона   | Себастијан Рохас Паул    |
| Конкета ло Долсе       | Саграрио дел Торо        |
| Девалит Лопез          | Лила                     |
| Хуан Карлос Гардие     | Хулијан Морера           |
| Мариелена Переира      | Дулсе                    |
| Мигел Аугусто Родригез | Питерсито                |
| Елиса Стела            | Исабел                   |
| Санди Оливарес         | Ренато Фабијани          |
| Бети Рут               | Беренисе дел Торо        |
| Карелиз Оливарес       | Микаела Белорин          |
| Сусех Вера             | Лорена                   |
| Фреди Акуино           | Габријел Пердомо         |
| Катјушка Ривас         | Маргарита                |
| Илеана Алома           | Ивон                     |
| Вирхинија Вера         | Сантија                  |
| Ренди Пињанго          | Каликсто                 |